# Nazionale femminile di pallamano dell'Austria
La nazionale di pallamano femminile dell'Austria rappresenta l'Austria nelle competizioni internazionali di pallamano femminile e la sua attività è gestita dalla federazione di pallamano dell'Austria.

## Competizioni principali

### Olimpiadi
- Los Angeles 1984: 6º posto
- Barcellona 1992: 5º posto
- Sydney 2000: 5º posto

### Mondiali
- 1957: 6º posto
- 1986: 12º posto
- 1990: 5º posto
- 1993: 8º posto
- 1997: 11º posto
- 1999: 3º posto
- 2001: 7º posto
- 2003: 11º posto
- 2005: 13º posto
- 2005: 16º posto
- 2009: 10º posto
- 2021: 16º posto

### Europei
- 1994: 9º posto
- 1996: 3º posto
- 1998: 4º posto
- 2000: 12º posto
- 2002: 9º posto
- 2004: 10º posto
- 2006: 10º posto
- 2008: 15º posto